# امرأة مجدفة

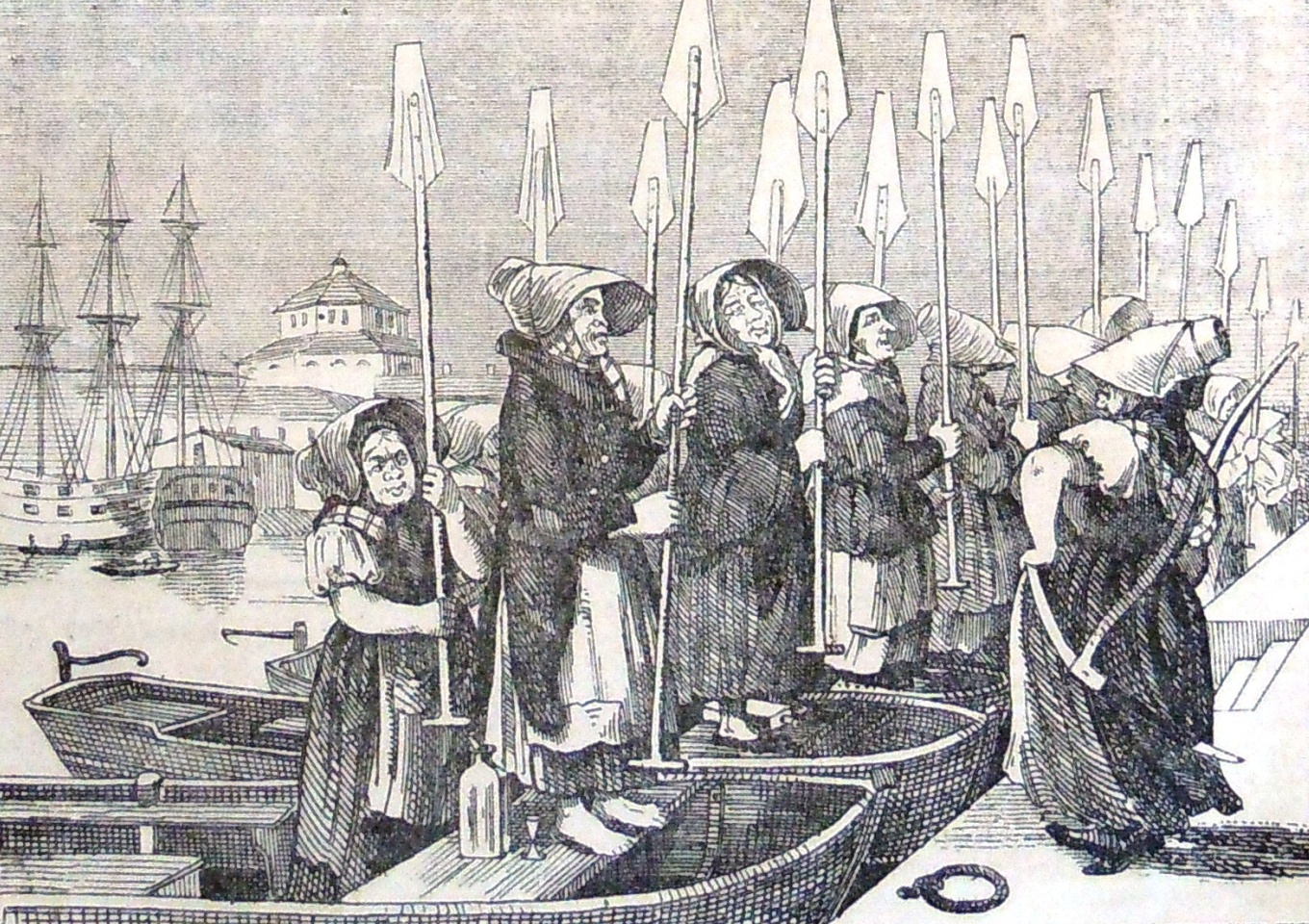
رسم تخيليّ لنساء مجذِّفَات في ستوكهولم يرتدين «أغطية الطقس» التقليديّة، وهنّ يتحضَّرن لنقل السيدات العاملات من دالارنا وقواربهن المزوّدة بمحركات، نُشر هذا الرسم عام 1855.

المرأة المُجَذِّفِة (تُدعى بالسويديّة: Roddarmadam والتي تعني حرفياً السيدة المجذّفة) مهنة نسائيّة في مدينة ستوكهولم السويديّة، منذ القرن الخامس عشر وحتى أوائل القرن العشرين. مثَّلت النساء المُجذِّفَات ما يشبه سائقي التاكسي في هذا العصر، إذ قامت هذه النساء بإيصال الناس بين جزر ستوكهولم ومن وإلى جزر أرخبيل ستوكهولم، إضافة إلى إيصالهم من وإلى الأماكن المحيطة ببحيرة مالارين على الجانب الآخر من ستوكهولم.

## التاريخ
ذُكرت النساء المُجدِّفَات في نص يعود إلى القرن الخامس عشر، وفي عام 1638 شكلت النساء مجموعة خاصة ضمن نقابة مسؤولي العبَّارات السويديّة. تعاملت هذه النساء مع معظم مسارات المرور ضمن مياه العاصمة، حيث عملن في فرق يتكون كل فريق من امرأتين اثنتين، تقومان بأخذ المسافرين بين الجزر باتجاه بحيرة مالارين، ومن وإلى الجزر في أرخبيل ستوكهولم. كانت بعض النساء متزوجات وكانت آخريات غير متزوّجات. قامت هذه المجموعة من النساء بتوارث المراكب أماً إلى بنت، أو قمن بشرائهن من زميلاتهنّ المتقاعدات. اشتهرت النساء المجدّفات بفظاظتهنّ ولغتهنّ الخشنة، لدرجة أنه في عام 1759، قُدِّمَ قانون يحدد أنه ينبغي على من تريد أن تعمل في التجديف أن تكون رزينةً وأن تحافظ على لغة مدنيّة. أمكن تمييز النساء المجدِّفَات من بعيد بسبب «أغطية الطقس» وهي عبارة عن قبعات خاصة بهنّ كنّ يرتدينها للاستمرار بالتجديف حتى في الظروف السيئة.
في تسعينات القرن السابع عشر، أُعجب أحد الزوار الإيطاليّين بقوة وسرعة النساء المُجدّفات في ستوكهولم. عام 1763 جذب مارل ميشيل بيمان الانتباه بعدما تنازع مع إحدى النساء المُجدّفات وتمكّن من كسب الجدال، ما يشير إلى اعتبار كسب الجدال حدثاً لافتاً، لخشونة المجدِّفات. وقد وصف فرانسيسكو دي ميراندا النساء المجدّفات عند زيارته للسويد عام 1787 بالآتي: «نساء جيّدات يجدّفن كالشياطين!»
و خلال القرن التاسع عشر، اشتدت المنافسة بين النساء المجدّفات، بعد تنظيم المصانع والحرف اليدويّة الذي حدث عام 1846، وهو ما ألغى جميع امتيازات النقابة وسمح لأي شخص ببدء العمل في أي قطاع يرغب العمل فيه من قطاعات العمل في المجتمع، وقد حصلت إحدى الشركات الخاصة على ترخيص عام 1848 للنقل عبر العبّارات في ستوكهولم عبر استخدام قوارب مدفوعة بدواسات يدويّة بدلاً من المجاجديف، وقد عملت على هذه القوارب نساء من دالارنا، وقد تميَّزت هؤلاء النساء عن النساء المجدّفات باللباس المحليّ الأنيق، وبالتهذيب واللطف أثناء التعامل مع الزبائن. بعد سنوات قليلة، بدأت القوارب البخاريّة بالاستحواذ على عمل كلا نمطي المواصلات السابقين.
عام 1865، كان هناك 96 قارب لجديف تُشغّله نساء، بسعة نقل ما بين 20 و 25 شخص في كل قارب. وعام 1875 أُلغيت مهنة تجديف النساء رسمياً (على الرغم من السماح لهنّ بمواصلة التجارة عبر القوارب)، كان هناك محطات للقوارب، وكان فيها آنذاك ما يُقارب 23 قارب تجديف تُشغّله النساء. تناقص العدد باستمرار بعد ذلك، ولا أحد يعلم حتى الآن متى تقاعدت آخر امرأة مجدّفة من تلقاء نفسها. على أي حال، فطبقاً لمؤرخ ستوكهولم بير أندريه فرغلستروم، فإن هذا النشاط [النقل عبر قوارب التجديف التي تديرها النساء] حتى الحرب العالميّة الأولى بشكل جيّد.